# Pirata hurkai
Pirata hurkai este o specie de păianjeni din genul Pirata, familia Lycosidae, descrisă de Buchar, 1966. Conform Catalogue of Life specia Pirata hurkai nu are subspecii cunoscute.